# Енон

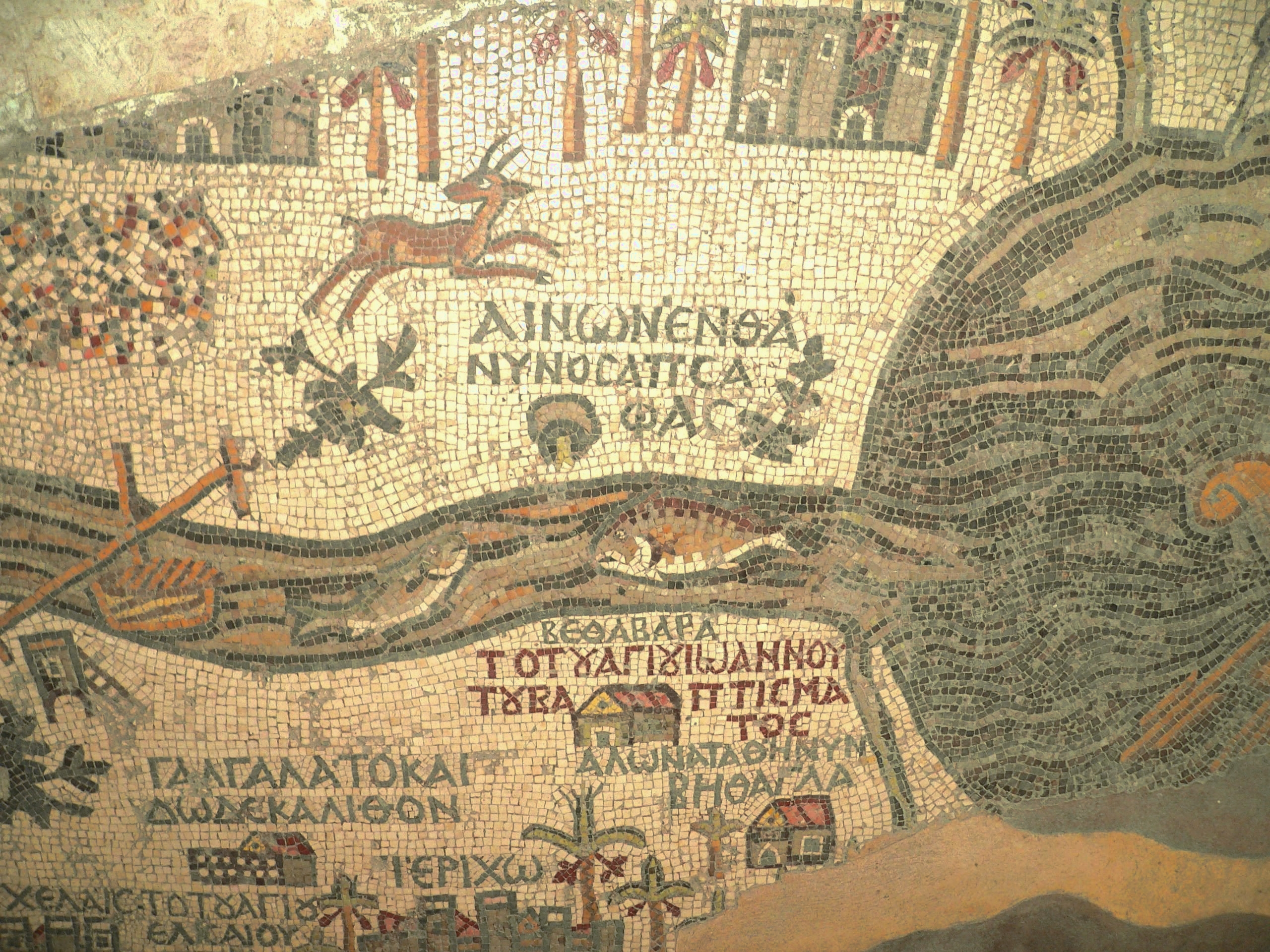
Часть карты из Мадабы, изображающая Енон

Енон (греч. Αἰνών, от евр. Источник) — упоминаемое в Евангелии от Иоанна место, где святой Иоанн Предтеча крестил народ, «потому что там было много воды» (Иоанн 3:23).
Несмотря на то, что Енон нанесён на карту Мадабы, его местоположение до конца не выяснено.

## Упоминания в древнерусской литературе
О Еноне в своём «Хожении» пишет игумен Даниил: «…И тут же к востоку есть поблизости место, примерно в двух перестрелах от реки, где пророк Илия восхищен был на колеснице огненной. Тут же и пещера святого Иоанна Крестителя. И есть тут поток, водой исполненный, и течет красиво по камням в Иордан. Вода та холодная весьма и очень вкусная. И ту воду пил Иоанн Предтеча Христов, когда тут жил в пещере той святой».
Около 1370 года смоленский архимандрит Агрефений сообщал: «Говорят, за Иорданом можно увидеть пещеру Святого Иоанна, и она близ Салима в Еноне, где много воды и где Святой Иоанн крестил народ».